# کارل رابرت یاکوبسون
کارل رابرت یاکوبسون (استونیایی: Carl Robert Jakobson; ۲۶ ژوئیهٔ ۱۸۴۱ – ۱۹ مارس ۱۸۸۲) روزنامه‌نگار، سیاست‌مدار و نویسنده اهل استونی بود.
وی از تأثیرگذارترین افراد در بیداری ملی استونی در نیمه دوم قرن ۱۹ میلادی بوده‌است، وی در سال ۱۸۷۸ روزنامه ساکالا را تأسیس کرد که نقش مهمی در بیدار فرهنگی مردم استونی ایفا کرد.